# Наряд-заказ (Россия)
Наряд-заказ на выполнение работ (заказ-наряд на выполнение работ, наряд-заказ, заказ-наряд) — одна из форм документа, имеющего значение договора на выполнение работ или оказание услуг. Как правило, наряд-заказ сочетает элементы собственно договорных обязательств, технического задания и расчета стоимости. В бухгалтерском учёте наряд-заказ является одним из видов первичных документов. Может использоваться также как документ внутреннего хозрасчёта на предприятиях, например, в общественном питании или на железнодорожном транспорте.
Термин «Наряд-заказ» как таковой отсутствует в Гражданском кодексе РФ и в Общероссийском классификаторе управленческой документации (ОКУД) ОК-011-93. В то же время унифицированные формы наряд-заказов для предприятий бытового обслуживания (БО-1, БО-2 и т. д.) утверждены Министерством финансов РФ. Эти бланки изготавливаются на специальной бумаге, нумеруются и являются документами строгой отчётности (квитанциями).
Анализируя конкретное дело, где предприятие использовало бланки «заказ-наряд», Федеральный арбитражный суд признал их не соответствующими установленной форме и не могущими быть отнесёнными к бланкам строгой отчётности, их нельзя приравнивать к чекам. В соответствии с «Правилами бытового обслуживания населения в Российской Федерации» договор об оказании бытовых услуг (выполнении работ) оформляется в письменной форме.
Например, форма БО-1 применяется при оформлении заказов населения за услуги и работы по ремонту радиотелевизионной аппаратуры, бытовых машин и приборов, часов, мелкому ремонту и техническому обслуживанию автомобилей, изготовлению и ремонту мебели и т. п. Первый экземпляр формы является собственно наряд-заказом и используется для учёта выручки и начисления заработной платы исполнителям работ. Второй экземпляр является квитанцией и используются для списания материалов и деталей, израсходованных на ремонт. Третий экземпляр является копией квитанции и передается заказчику как подтверждение сдачи изделия в ремонт. Этот экземпляр содержит также гарантийный талон. При среднем и крупном ремонте автомобилей и мототехники применяется форма «БО-14 автосервис», которая заполняется в 4-х экземплярах: наряд-заказ, копия наряд-заказа, квитанция и копия квитанции..
Следует иметь в виду, что предприятия и индивидуальные предприниматели в части оказания услуг населению могут осуществлять денежные расчеты без контрольно-кассовых машин при условии выдачи ими документов строгой отчетности, приравниваемых к чекам, по формам, утверждённым Министерством финансов Российской Федерации.
Организации и ИП имеют право выдавать наряд-заказы вместо кассового чека в следующих случаях :
- при расчетах в труднодоступных местностях;
- при расчетах по услугам, освобождённым от применения контрольно-кассовой техники;
- при расчетах предпринимателей на льготных режимах до 1 июля 2020 года.

В некоторых случаях термин «наряд-заказ» означает форму договора на выполнение научно-исследовательских и опытно-конструкторских работ (НИОКР) и других научно-технических и инновационных разработок. В связи с принятием Федерального закона в части размещения заказов на выполнение работ или оказание услуг для государственных или муниципальных нужд «наряд-заказ» вытесняется термином «государственный (муниципальный) контракт».
В период плановой экономики в СССР наряд-заказ являлся одним из основных документов централизованного снабжения так называемой «фондируемой продукцией». Выдавался после расчёта межотраслевых балансов государственными органами снабжения и сбыта (Госснаба СССР) как покупателям, так и поставщикам продукции. Был обязательным для выполнения обеими сторонами и по сути однозначно определял договорные обязательства сторон.